# ۵۰۸ (خورشیدی)
۵۰۸ پانصد و هشتمین سال هجری خورشیدی است.